# Nahr-e Masjed
Nahr-e Masjed (em persa: نهرمسجد, também romanizada como Masjed) é uma aldeia do distrito rural de Nasar, no condado de Abadan, na província de Khuzistão, Irã.
Segundo o censo de 2006, sua população era de 14 habitantes, em 4 famílias.